# Фассута
Фассута (ивр. פסוטה‎, араб. فسّوطه‎) — местный совет в Северном округе Израиля.
Расположен недалеко от границы с Ливаном, примерно в 38 км к северу от города Назарет, на северо-западных склонах горы Мерон, на высоте 626 м над уровнем моря. Площадь совета составляет 11,275 км².

## Население
По данным Центрального статистического бюро Израиля, население на начало 2020 года составляло 3 172 человека.
По данным на 2005 год 99,6 % населения было представлено арабами-христианами и 0,3 % — арабами-мусульманами. В Фассуте находится церковь Ильи Пророка, который считается святым покровителем деревни. Статуя этого святого располагается на центральной площади.
Динамика численности населения по годам:
| 1922 | 1945 | 1949 | 1961 | 2002 | 2007 | 2010 | 2012 |
| ---- | ---- | ---- | ---- | ---- | ---- | ---- | ---- |
| 459  | 1050 | 1020 | 1300 | 2860 | 2942 | 2923 | 2911 |